# Shirley Strickland de la Hunty
Shirley Strickland de la Hunty (geborene Shirley Barbara Strickland; * 18. Juli 1925 in Northam; † 11. Februar 2004 in Perth) war eine australische Leichtathletin. Bei Olympischen Spielen gewann sie dreimal Gold, einmal Silber und dreimal Bronze.

## Leben und Karriere
Strickland wurde im Bundesstaat Western Australia geboren und besuchte dort auch die Universitäten in Applecross und Melville, die sie mit zwei Abschlüssen 1945 und 1946 beendete. Das folgende Jahr widmete sie ihrem Training und wurde bereits 1948 australische Meisterin über 80 Meter Hürden. Somit gehörte sie zur australischen Olympiamannschaft für die Olympischen Spiele in London. Hier erreichte sie bei ihrem Olympiadebüt auf Anhieb einen 3. Platz beim 100-Meter-Lauf hinter der Niederländerin Fanny Blankers-Koen (Gold) und der Britin Dorothy Manley (Silber), einen 3. Platz in der Disziplin 80 Meter Hürden hinter der Niederländerin Fanny Blankers-Koen (Gold) und der Britin Maureen Gardner (Silber) sowie einen 2. Platz mit der Mannschaft in der Disziplin 4-mal-100-Meter-Staffel.
Nach drei Goldmedaillen bei den British Empire Games 1950 heiratete sie Laurence de la Hunty, einen Geologen, den sie in Physik unterrichtet hatte. Sie setzte ihre sportliche Laufbahn fort und gewann bei den Olympischen Spielen 1952 in Helsinki ihre erste olympische Goldmedaille über 80 Meter Hürden vor der sowjetischen Sportlerin Marija Golubnitschaja (Silber) und der Deutschen Maria Sander (Bronze). Zusätzlich erreichte sie eine Bronzemedaille über 100 Meter hinter Marjorie Jackson (Gold) und Daphne Hasenjager aus Südafrika (Silber). Eine sicher geglaubte weitere Goldmedaille verpasste sie mit der 4-mal-100-Meter-Staffel, weil ihrer Teamkollegin Marjorie Jackson mit großem Vorsprung führend der Staffelstab herunterfiel. Obwohl diese den Stab erst wieder aufheben musste, erreichte die australische Staffel noch den 5. Platz mit einer Zeit von 46,6 s. (nur 2 Zehntelsekunden über dem vor den Spielen 1952 gültigen Weltrekord)
1955 stellte sie in Polen einen neuen Weltrekord über 100 Meter auf. Bei den Olympischen Spielen 1956 in Melbourne gewann sie wieder die Goldmedaille über 80 Meter Hürden vor der DDR-Sportlerin Gisela Köhler (Silber) und der Australierin Norma Thrower (Bronze). Über 100 Meter schied die Weltrekordhalterin überraschend schon in den Vorläufen aus, gewann dann aber Mannschafts-Gold in der 4-mal-100-Meter-Staffel mit ihren Teamkollegen Norma Croker, Fleur Mellor und Betty Cuthbert vor den Teams aus Großbritannien und den USA.
Nach den letzten Goldmedaillen beendete Strickland de la Hunty ihre aktive internationale Karriere als Sportlerin, nahm aber noch bis 1962 an nationalen Meisterschaften teil und widmete sich ihrer Familie und mit ihrer Erfahrung den australischen Teams, die sie auch zu den Olympischen Spielen 1968 in Mexiko-Stadt und 1976 in Montreal begleitete. Auch stieg sie als Kandidatin der Australian Democrats aktiv in die Politik ein und wurde Sprecherin mehrerer Vereinigungen und Ausschüsse.
Strickland de la Hunty gewann in ihrer aktiven Sportlerkarriere mehr olympische Medaillen als jeder andere australische Athlet in einer Laufdisziplin und stellte in den Jahren 1952 bis 1956 13 neue Weltrekorde auf.
Bei den Olympischen Spielen 2000 in Sydney war sie neben Betty Cuthbert, Raelene Boyle, Dawn Fraser, Shane Gould und Debbie Flintoff-King eine von sechs herausragenden Frauen der australischen Sportgeschichte, die die Fackel mit dem olympischen Feuer durch das Rund des Olympiastadions trugen, ehe Cathy Freeman die Flamme entzündete.
2014 fand sie Aufnahme in die IAAF Hall of Fame.